# Monument voor de onder het nationaalsocialisme vervolgde homoseksuelen

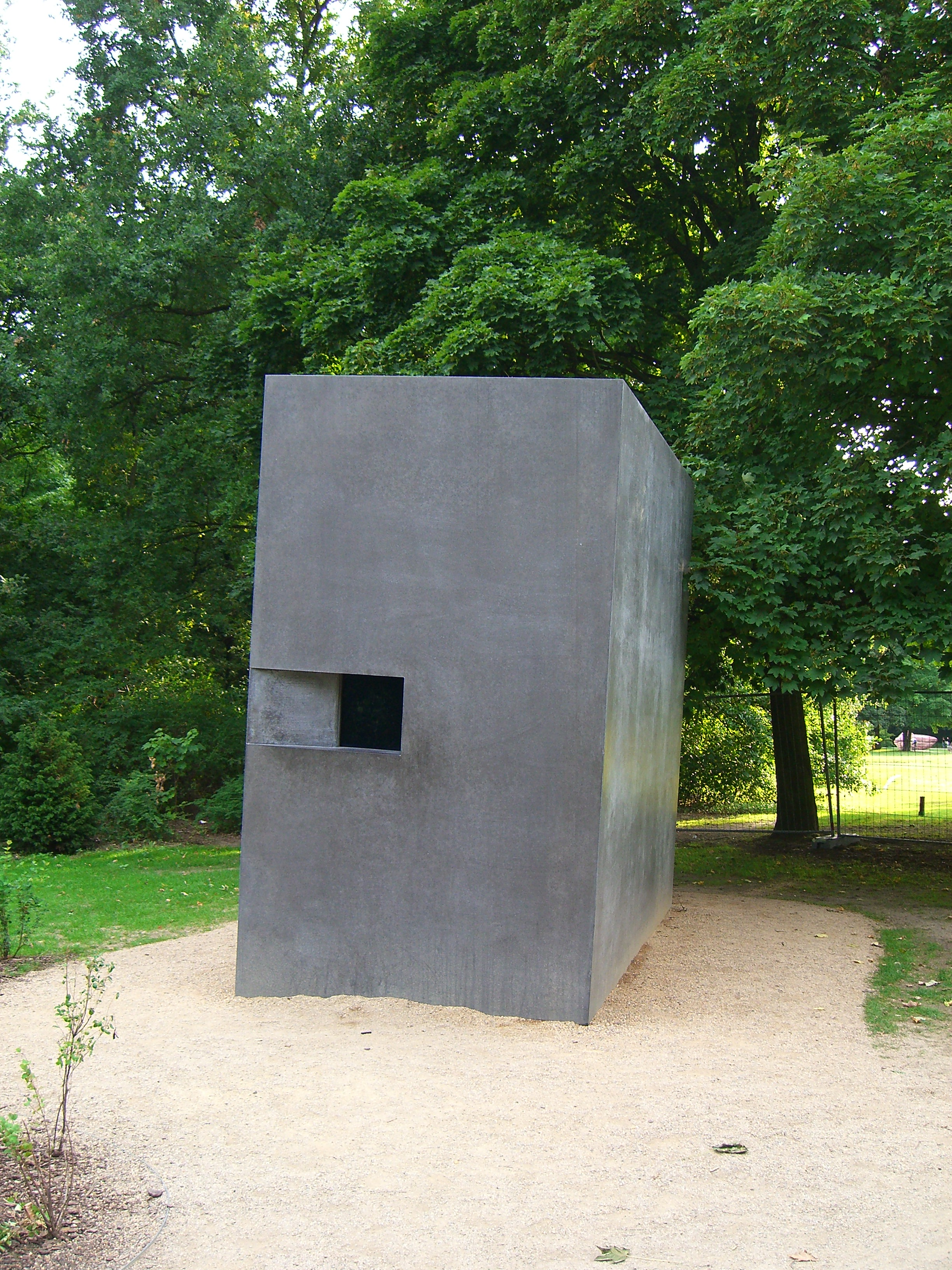
Vooraanzicht van het monument

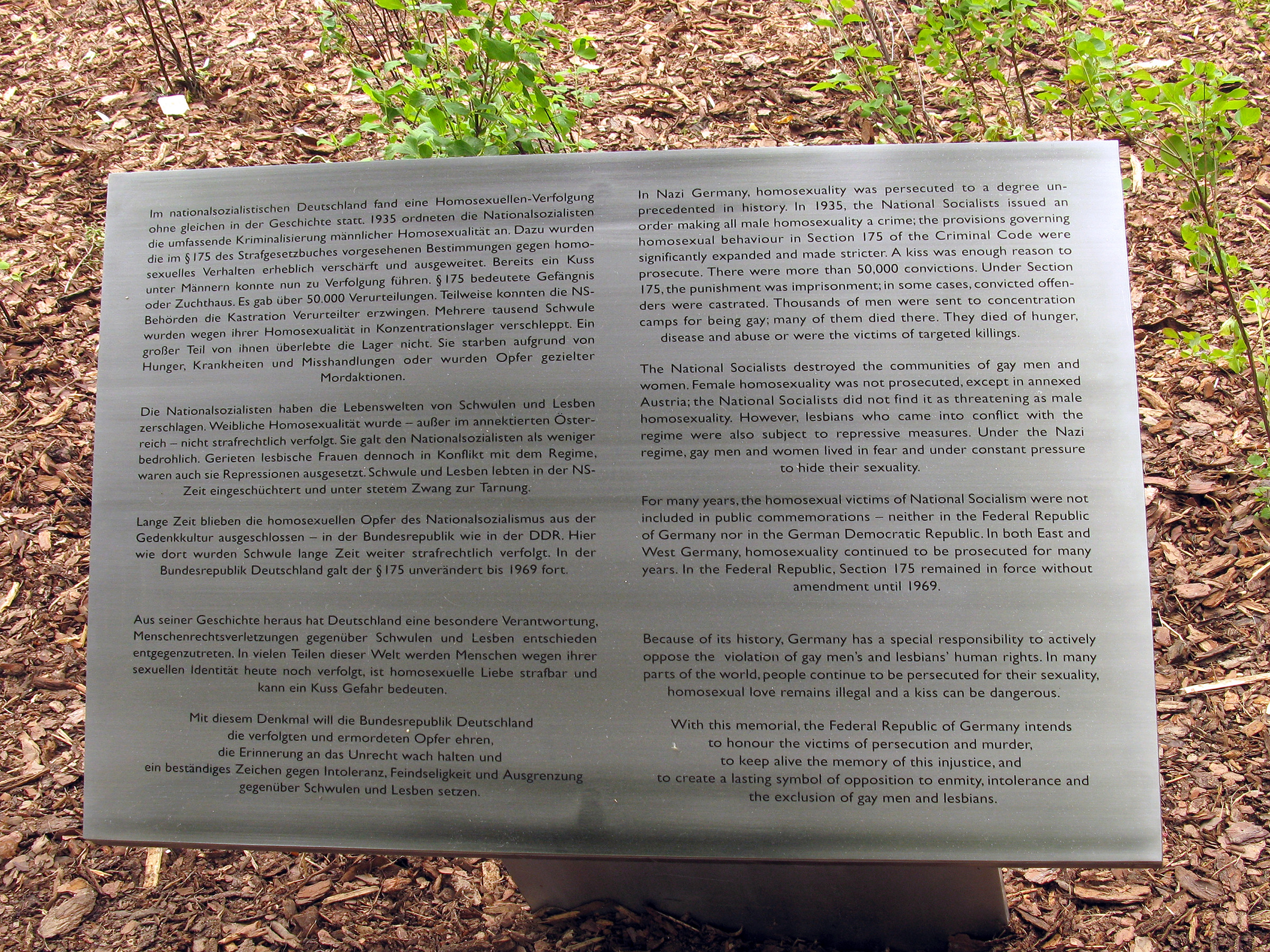
Plaquette

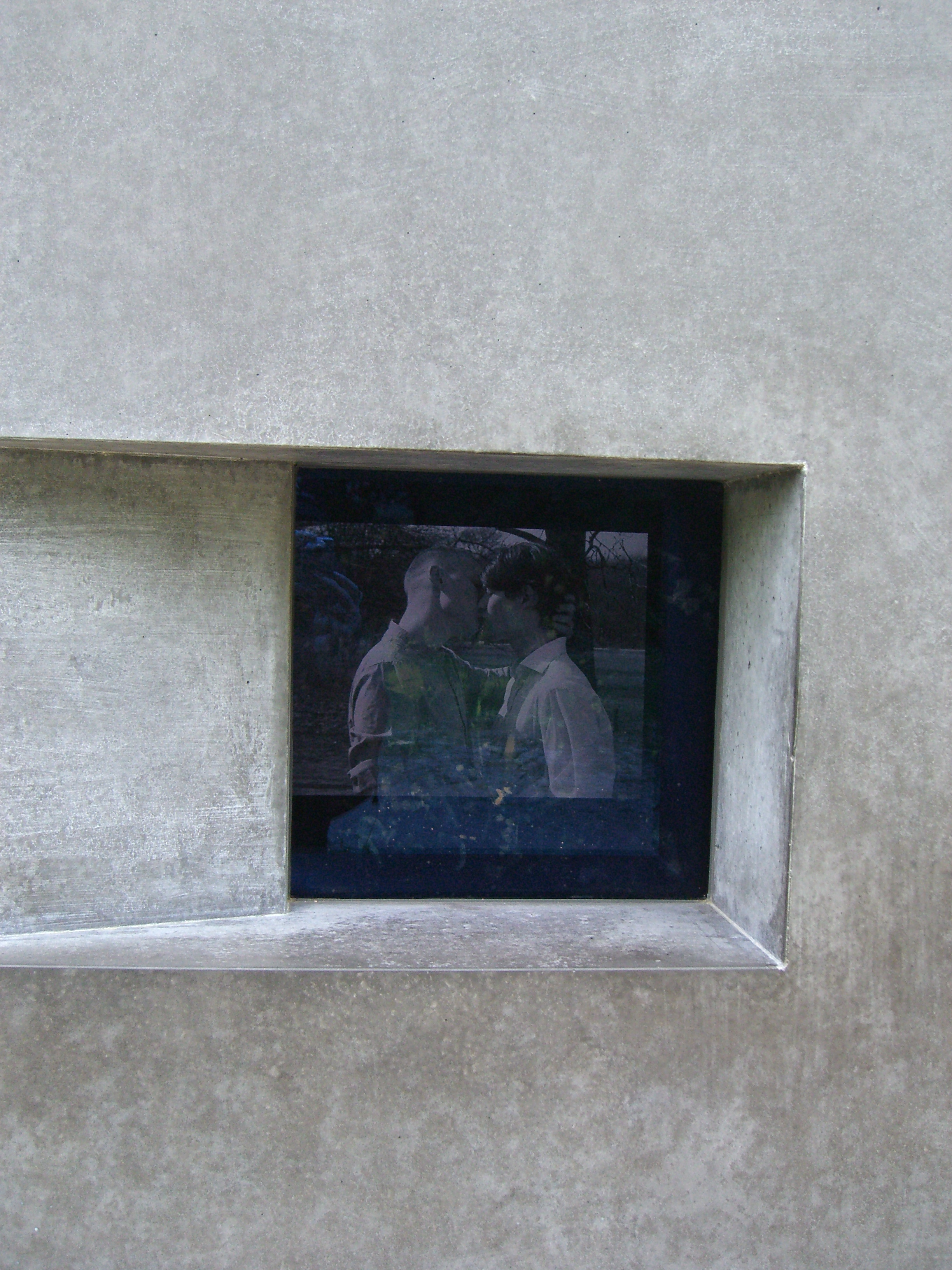
Video in het monument

Het Monument voor de onder het nationaalsocialisme vervolgde homoseksuelen is een monument in Berlin-Tiergarten.

## Ontwerp
Het monument is ontworpen door het Deens-Noorse kunstenaarsduo Elmgreen & Dragset. Het is een 3,60 m hoge en 1,90 m brede betonnen kubus. Aan de voorzijde bevindt zich een venster waardoor een korte film te zien is van twee kussende mannen. Bij het monument bevindt zich een plaquette in het Duits en Engels, die ook herinnert aan het voortduren van de vervolging onder Paragraaf 175 in de Bondsrepubliek en de DDR.
Het is het derde monument van deze aard in Duitsland, na de Frankfurter Engel in Frankfurt am Main (1994) en het Monument voor de homoseksuele en lesbische slachtoffers van het nationaalsocialisme in Keulen (1995).

## Geschiedenis
De homoseksuele slachtoffers van de nazi's werden na 1945 niet officieel erkend. Pas in 1985 zette een verandering in, met een rede van Bondspresident Richard von Weizsäcker. Voor het eerst betrok hij de lang verzwegen groepen vervolgden in de herdenking. Het initiatief Der homosexuellen NS-Opfer gedenken en het Lesben- und Schwulenverband in Deutschland (LSVD) zetten zich daarna gezamenlijk in voor een monument voor de homoslachtoffers.
De Bondsdag besloot op 12 december 2003 in Berlijn een monument op te richten. Bij de onthulling op 27 mei 2008 waren veel politici aanwezig, onder andere de Berlijnse burgemeester Klaus Wowereit, voorzitter van de Bondsdag Wolfgang Thierse, Minister van Cultuur Bernd Neumann, Volker Beck en Renate Künast.
Na de onthulling werd het monument herhaaldelijk beschadigd door vandalen.